# Rauskasrivier
Rauskasrivier (Zweeds – Fins: Rauskasjoki; Samisch Rávkkasjohka) is een rivier annex beek, die stroomt in de Zweedse  gemeente Kiruna. De rivier verzorgt de afwatering van het merencomplex van de Rauskasmeren, dat in het Scandinavisch Hoogland ligt. De rivier stroomt naar het oosten en is 30570 meter lang.
Afwatering: Rauskasrivier → Könkämärivier →  Muonio → Torne → Botnische Golf